# Morrnah Simeona
Morrnah Nalamaku Simeona (Honolulu, Hawaï, 19 mei 1913 - Kirchheim bei München, 11 februari 1992) was een erkende Hawaïaanse kahuna lapaʻau (genezeres). Zij onderwees haar gemoderniseerde versie van de traditionele Hoʻoponopono in de Verenigde Staten, Azië en Europa.

## kahuna lapaʻau
Morrnah was de dochter van Kimokeo en Lilia Simeona, beide inheemse Hawaïanen. Haar moeder, Lilia, was een van de laatste erkende kahuna lāʻau kahea, "priesteres die met woorden geneest". Morrnah beoefende aanvankelijk de Lomilomi-massage en had tien jaar een praktijk in het Kahala Hilton en het Royal Hawaiian Hotel. Tot haar massageklanten in het Hilton behoorden Lyndon B. Johnson, Jackie Kennedy en Arnold Palmer. In 1983 werd zij erkend als een kahuna lapaʻau (genezer) en geëerd als een 'Living Treasure of Hawaiʻi' (Levende schat van Hawaï) door de Honpa Hongwanji Mission of Hawai'i.

## Hoʻoponopono
In 1976 begon ze het traditionele Hawaïaanse familieproces van vergeving en verzoening aan te passen aan de sociale realiteit van de moderne samenleving. Haar versie van Hoʻoponopono werd beïnvloed door haar christelijke opvoeding (protestantse ouders en katholiek gedoopt) en haar filosofische studie van India, China en Edgar Cayce. De combinatie van Hawaïaanse tradities, zoals bidden tot de Goddelijke Schepper en het verbinden van problemen met reïncarnatie en karma, resulteerde in een nieuwe, unieke probleemoplossende aanpak, een zelfhulpmethode in plaats van het traditionele Hawaïaanse groepsproces. Ze had er geen moeite mee om traditionele concepten aan te passen aan een hedendaagse toepassing, hoewel ze hiervoor bekritiseerd werd door sommige Hawaïaanse puristen. "Haar systeem maakt gebruik van Hoʻoponopono-technieken om samenwerking te creëren tussen de drie delen van het bewustzijn of het zelf, die ze benoemt met zowel de Hawaïaanse namen als de termen onderbewuste, bewuste en bovenbewuste."
Simeona gaf trainingen en lezingen over Hoʻoponopono bij de Verenigde Naties, in talrijke staten in de VS en daarbuiten in meer dan 14 landen, waaronder Duitsland, Nederland, Zwitserland, Frankrijk, Rusland en Japan. Zij gaf lezingen aan universiteiten, zoals de Universiteit van Hawaï en de Johns Hopkins University, medische faculteiten, religieuze instellingen en organisaties van het bedrijfsleven. In 1982 organiseerde zij het eerste Wereld Symposium van de identiteit van de mens. Een verslaggever merkte op: "Er was iets heel kalmerends en verzachtends door Simeona’s aanwezigheid en haar stem, er kwam een gevoel van sereniteit over haar, als ze sprak over hoe mensen kunnen leren om stress te verlichten en gemoedsrust te verkrijgen."
Om haar Hoʻoponopono-proces te verspreiden, richtte ze in de jaren zeventig Pacifica Seminars op en in 1980 The Foundation of ‘I’, Inc (Freedom of the Cosmos). In 1990 startte ze Pacifica Seminars in Duitsland. Simeona schreef drie leerboeken: Self-Identity through Hoʻoponopono, Basic 1 (128 p.), Basic 2 (te gebruiken na twee jaar beoefenen van Basic 1) en Basic 3 (te gebruiken na vijf jaar). De aanbevolen wachttijden voor Basic 2 en 3 was om een diep respect voor de Goddelijke aanwezigheid te ontwikkelen. In 1990 werd het Engelse origineel van Basic 1, 8e editie, officieel vertaald en gedrukt in het Duits en het Frans.
In de naherfst van 1990 maakte ze haar laatste reis door Europa om lezingen en seminars te geven. De reis eindigde in Jeruzalem. Op 16 januari 1991 keerde ze terug naar Duitsland, waar ze in alle rust woonde in het huis van vrienden in Kirchheim bei München, alwaar ze op 11 februari 1992 overleed.

## Vrijheidsbeeld

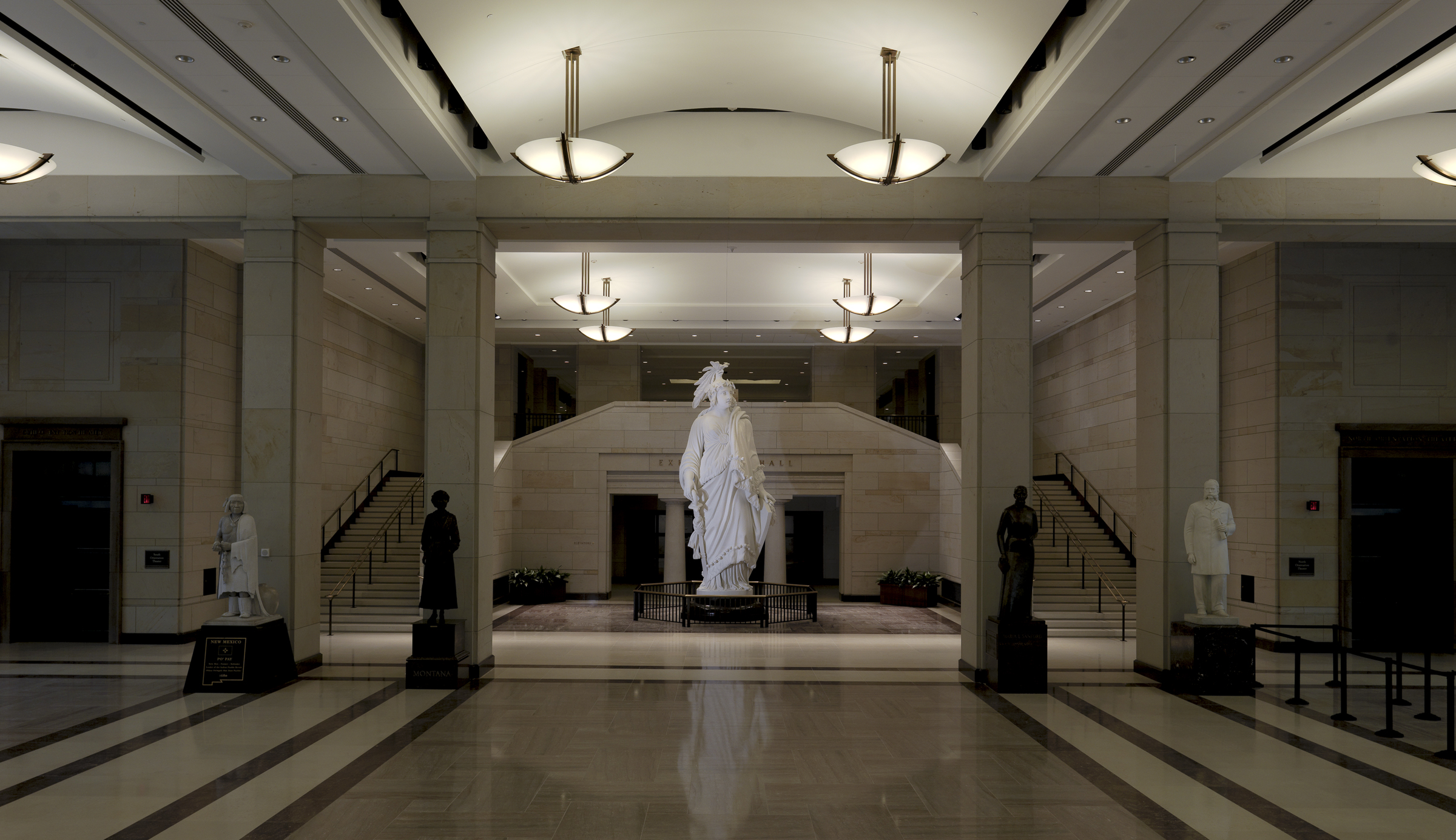
Het gipsmodel van het Vrijheidsbeeld bevindt zich tegenwoordig in het bezoekerscentrum van het Capitool (zetel van de volksvertegenwoordiging) in Washington D.C.

Op 25 maart 1992 hield de Amerikaanse senator Daniel Akaka (afgevaardigde van Hawaï) voor de Senaat een lofrede voor Morrnah Nalamaku Simeona. De rede werd uitgeschreven en is opgenomen in het Congresarchief. Senator Akaka wees erop dat zij degene was geweest die het idee had geopperd om het oorspronkelijke gipsmodel van het bronzen Vrijheidsbeeld op de koepel van het Capitool (niet te verwarren met het Vrijheidsbeeld in de haven van New York) te restaureren, wetende dat dit in stukken opgeslagen lag in een magazijn. Nadat Simeona 25.000 dollar bij elkaar verzameld had, schonk ze dit bedrag om het beschadigde, in stukken liggende gipsmodel van het Vrijheidsbeeld weer in de oorspronkelijke staat terug te brengen. Begin 1993 kreeg het 6 meter hoge beeld een ereplaats in het Rotunda van het Russell Senaatsgebouw. Tegenwoordig is het te bezichtigen in het bezoekerscentrum van het Capitool, waar het, zoals senator Akaka opmerkte, dient ter nagedachtenis aan Morrnah Simeona.